# Кладовище Каламая
Цви́нтар Ка́ламая (нім. Fischermay Kirchhof або Fischermay Friedhof, ест. Kalamaja kalmistu) — цвинтар у Таллінні, Естонія, що був найстарішим з некрополів міста, що існували, розташований у приміській місцевості Каламая в північній частині міста. Цвинтар був місцем розташування тисяч могил етнічних естонців та шведів, мешканців Таллінна. Існував принаймні 400 років, від XV чи XVI сторіччя, до 1964, коли його було повністю зрівняно з землею та зруйновано радянською окупаційною владою, що керувала країною в той час. Колишнє кладовище зараз є публічним парком: «Kalamaja kalmistupark».

## Утворення та використання
Точний час утворення цвинтаря не є чітко відомим, однак історики датують його заснування XV—XVI століттям. Він був основним місцем поховання етнічних шведів та естонців, що проживали в або біля Таллінну.
До середини-кінця XIV століття більшість населення Таллінну складали балтійські німці, котрі мали свої власні кладовища в межах міських стін до 1774 року, та свої власні окремі цвинтарі за межами міста після цього.
До руйнування на цвинтарі розташовувались тисячі могил різноманітних історичних постатей Естонії.

## Руйнування радянською владою 1964 року
Незадовго після Другої світової війни та під час другої окупації балтійських країн, приміську місцевість Каламая (через її стратегічне розташування як бази для червоної армії у Фінській затоці) було перетворено на закриту для сторонніх територію збройних сил СРСР.
1964 року за наказом радянської влади цвинтар було повністю зрівняно з землею. Могильні плити використовувались для будівництва стін уздовж портів та тротуарів в інших частинах міста, жодних слідів існування кладовища не було залишено.
Радянські війська координованими зусиллями по усуненню всіх слідів минулих, не етнічно російських, жителів Таллінну також знищили два інших цвинтарів XVIII століття в місті, в приміських місцевостях Коплі та Мойгу, що належали спільнотам етнічних естонців та балтійських німців.
На противагу, російський православний цвинтар, також заснований в XVIII столітті, на південь від старого міста Таллінну, не було зруйновано.

## Поточний статус
Наразі колишня територія цвинтаря є публічним парком, без жодних легкопомітних вказівок на попередній статус. Однак на стороні відновленої каплиці було встановлено невеличку табличку з його описом.
Єдиними свідченнями, що вижили, того, кого було поховано на кладовищі є метрична книга поховань та деякі старі деталізовані карти місцевості в міських архівах Таллінну.

## Галерея

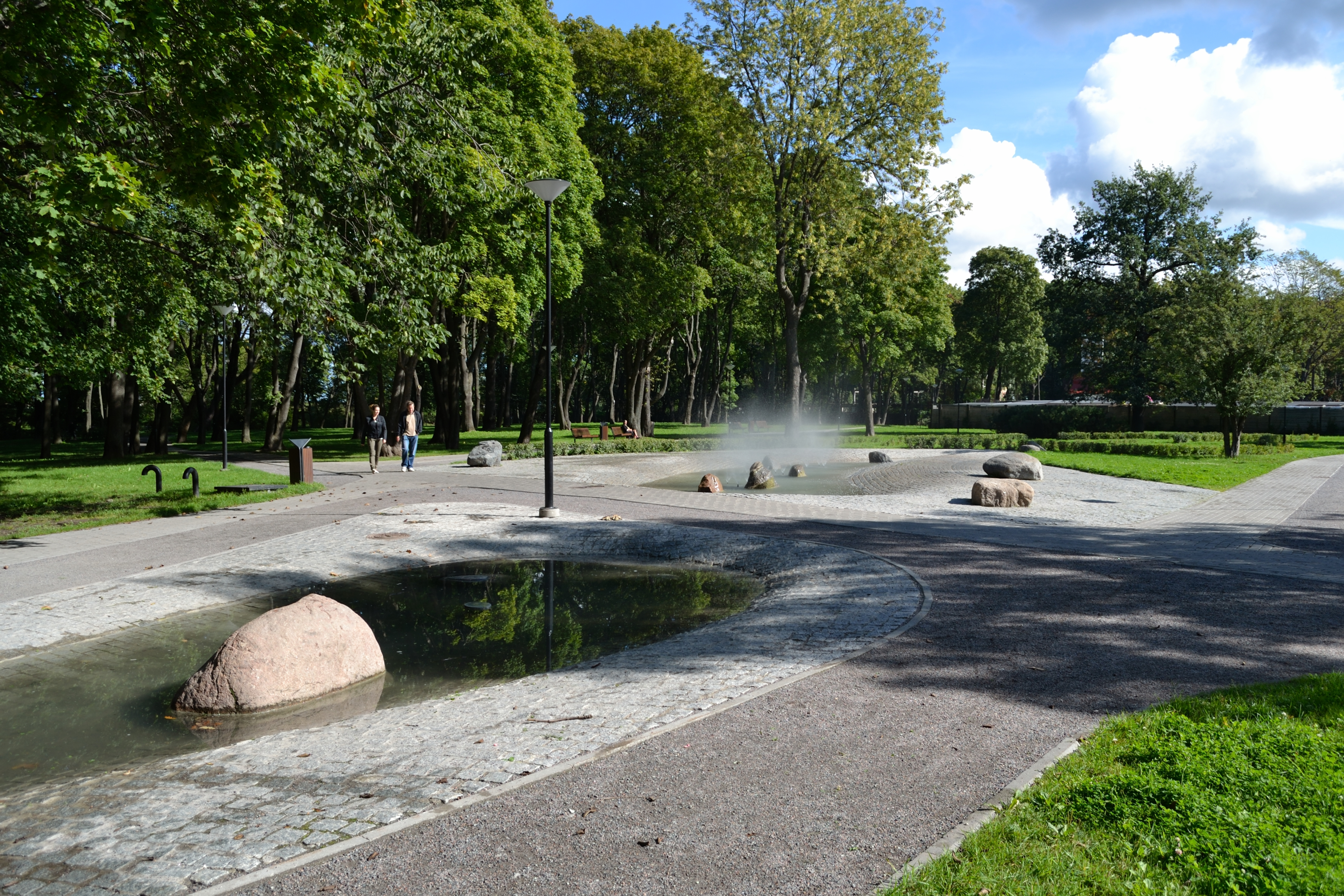
Фонтан в новореконструйованому парку
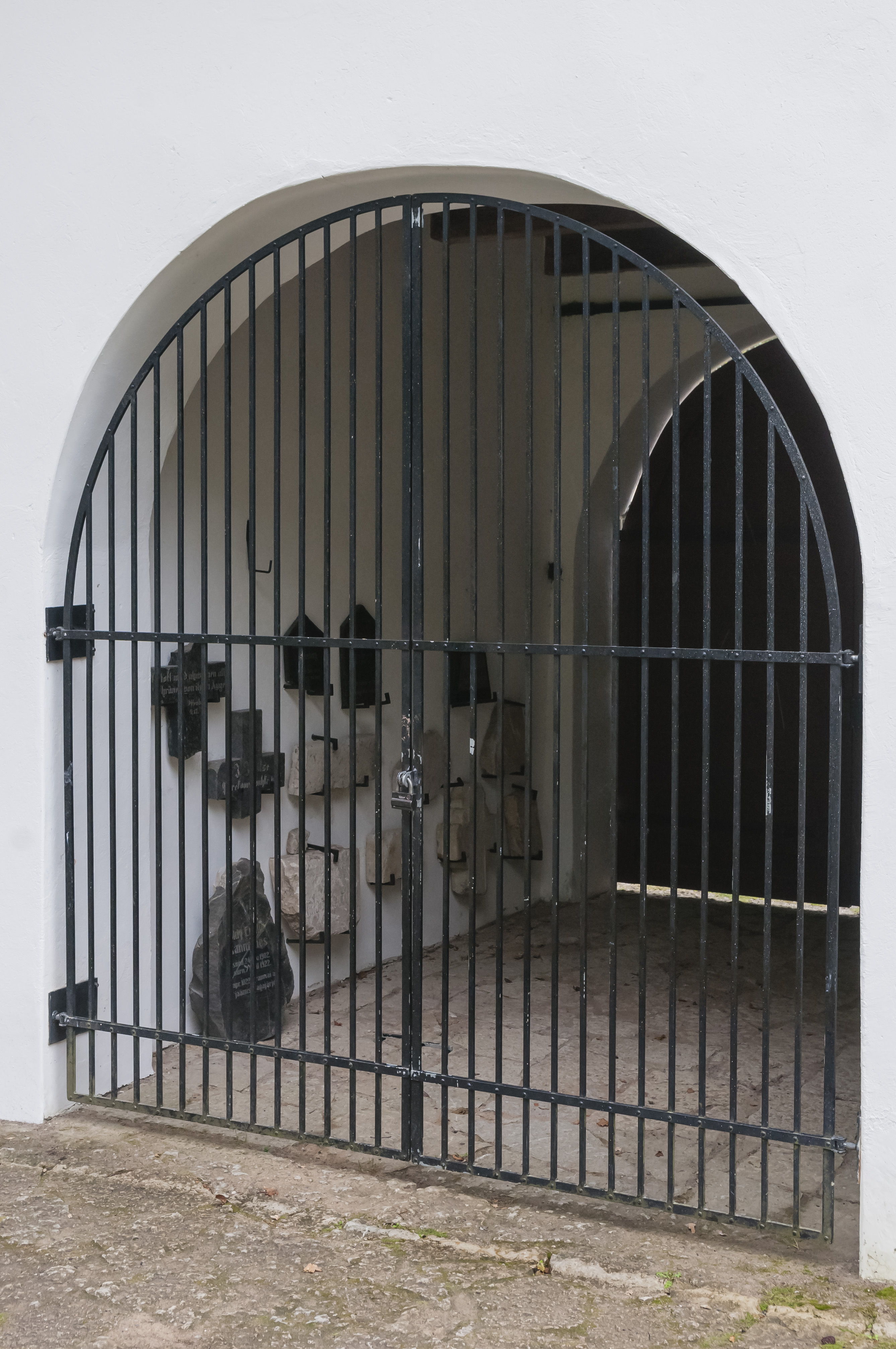
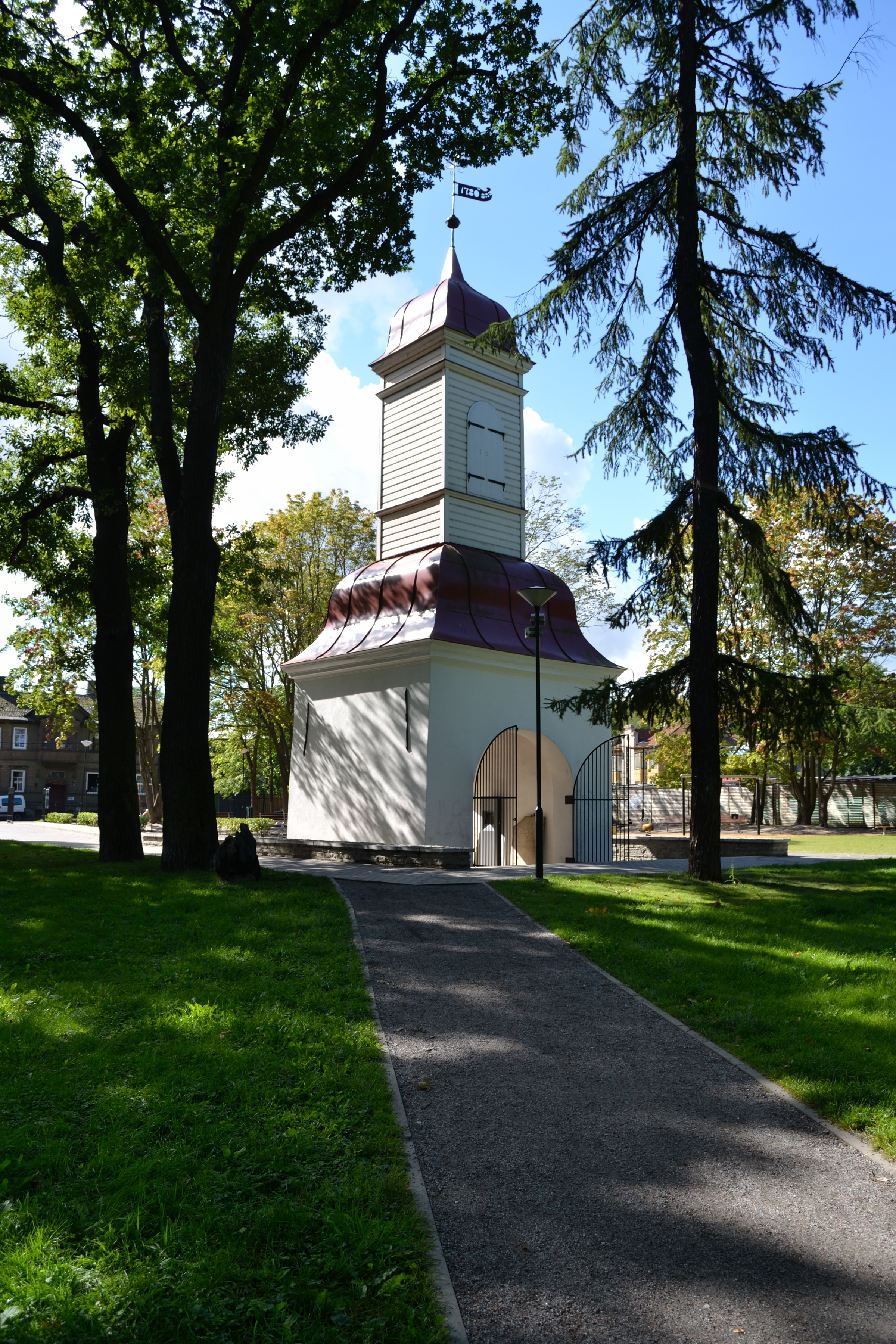
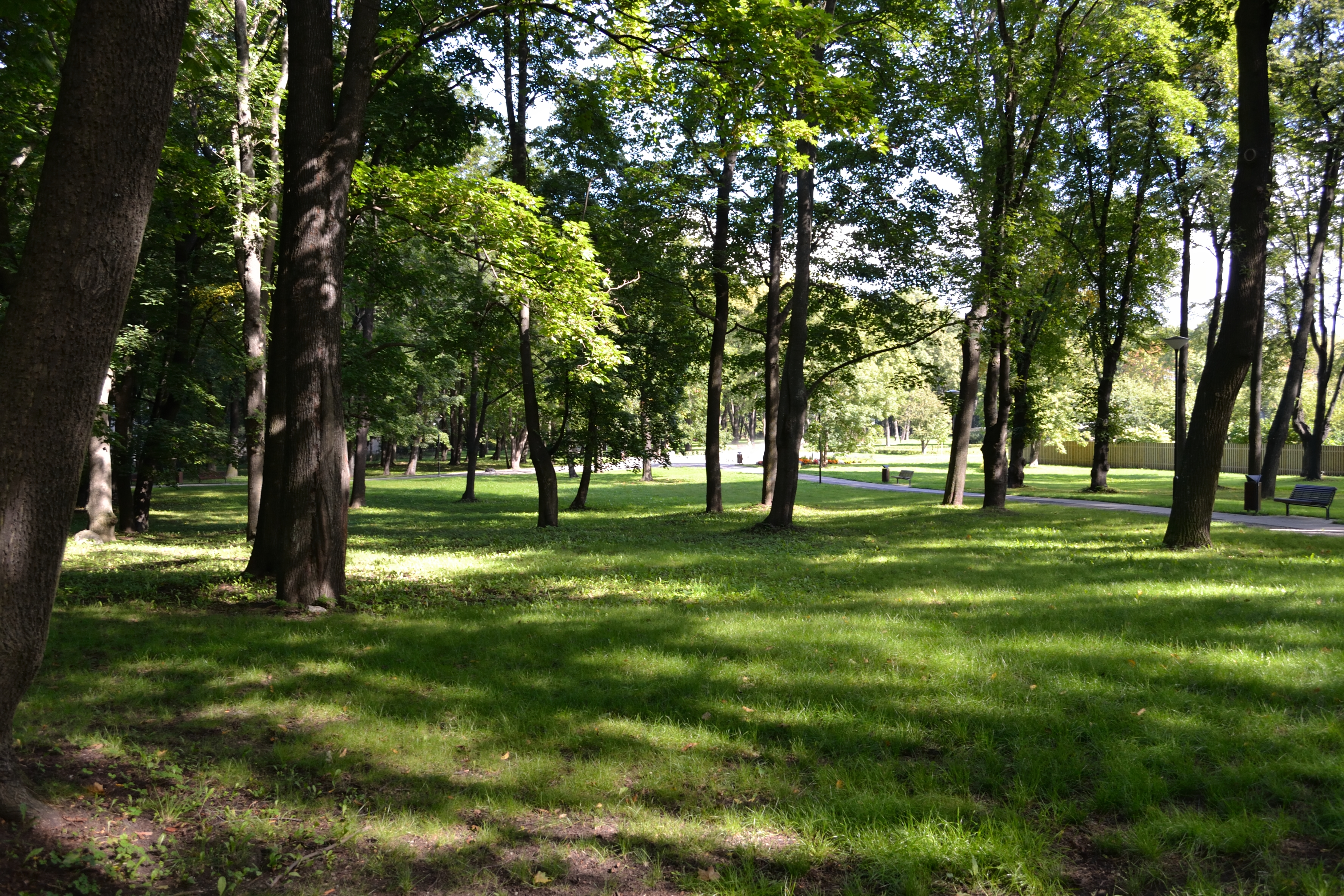